# بيانكا أندريسكو
بيانكا أندريسكو (بالإنجليزية: Bianca Andreescu)‏ هي لاعبة كرة مضرب كندية من مواليد  16 يونيو 2000 في ميسيساغا بكندا. بدأت مسيرتها كمحترفة سنة 2017، تلعب باليد اليمنى، وتحتل حاليا (18 أبريل 2021) المرتبة 6 في تصنيف رابطة محترفات كرة المضرب. هي إحدى بطلات الجراند سلام حيث سبق لها الفوز ببطولة أمريكا المفتوحة 2019. أعلى تصنيف لها في الفردي كان المركز الـرابع في أكتوبر 2019، وأعلى تصنيف لها في الزوجي كان المركز الـ 147 في يوليو 2018.

## روابط خارجية
- بيانكا أندريسكو على موقع رابطة محترفات التنس (الإنجليزية)
- بيانكا أندريسكو على موقع الاتحاد الدولي لكرة المضرب (الإنجليزية)
- بيانكا أندريسكو على موقع كأس بيلي جين كينغ (الإنجليزية)
- بيانكا أندريسكو على موقع بطولة ويمبلدون (الإنجليزية)
- بيانكا أندريسكو على موقع خلاصة التنس.كوم (الإنجليزية)
- بيانكا أندريسكو على موقع إي إس بي إن.كوم (الإنجليزية)
- بيانكا أندريسكو على موقع اللجنة الأولمبية الدولية (الإنجليزية)